# Oncideres bouchardii
Oncideres bouchardii är en skalbaggsart som beskrevs av Bates 1865. Oncideres bouchardii ingår i släktet Oncideres och familjen långhorningar.
Artens utbredningsområde är:
- Panama.
- Venezuela.

Inga underarter finns listade i Catalogue of Life.